# 그린 존

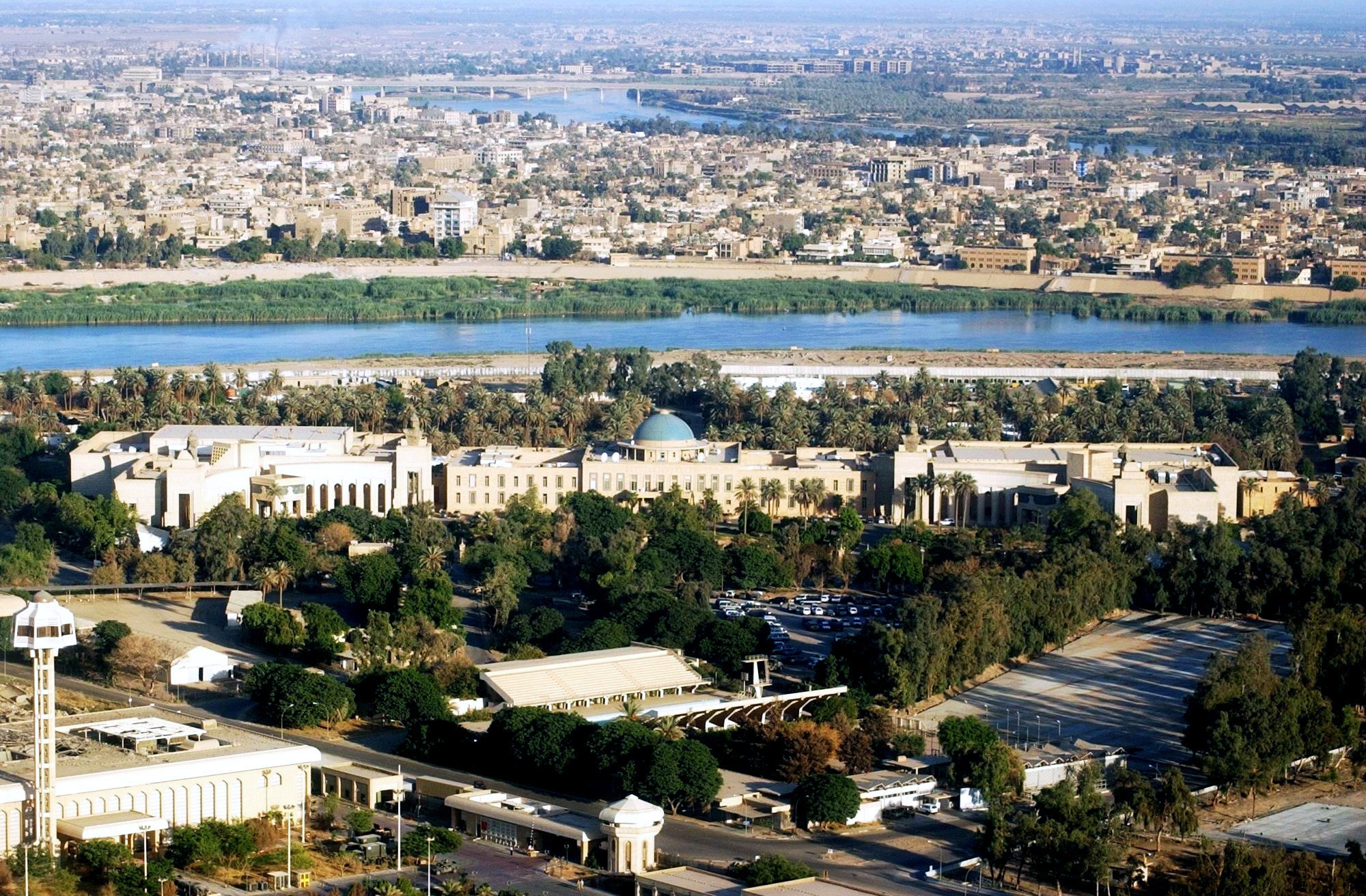
바그다드 그린 존의 풍경

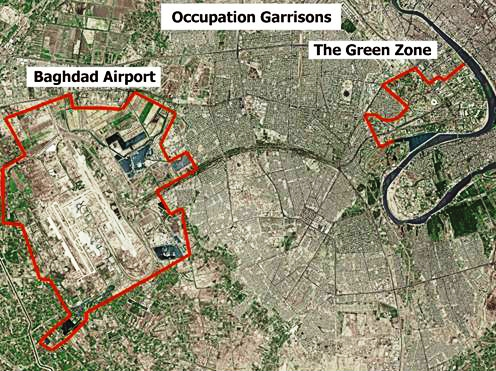
항공 사진에 표시된 구역

그린 존(영어: Green Zone, 아랍어: المنطقة الخضراء al-minṭaqah al-ḫaḍrā[*]) 또는 공식 명칭 바그다드 국제 구역은 이라크 바그다드 중심부의 카르흐 구(الكرخ)에 위치한 면적 10제곱킬로미터의 특정 지역이다. 미국 주도의 2003년 이라크 침공 이후 점령지에 설치된 연합군 임시 당국의 행정 중심지로서 국제연합군에 의해 직접 관리되던 구역으로, 이후로도 보안상 가장 안정된 곳으로 남아 국제적, 정치적 활동의 중심지로 계속하여 기능하였다.